# Hollis Conway
Hollis Conway (Chicago, Estados Unidos, 8 de enero de 1967) fue un atleta estadounidense, especializado en la prueba de salto de altura en la que llegó a ser subcampeón olímpico en 1988.

## Carrera deportiva
En los JJ. OO. de Seúl 1988 ganó la medalla de plata en salto de altura, tras el soviético Hennadiy Avdyeyenko.
Y en el Mundial de Tokio 1991 ganó la medalla de bronce en la misma prueba, con un salto de 2.36 metros, quedando en el podio tras estadounidense Charles Austin (oro con 2.38 metros que fue el récord de los campeonatos) y el cubano Javier Sotomayor, que ganó la plata también saltando 2.36 metros.